# Bundesliga niemiecka w piłce siatkowej mężczyzn (2023/2024)
Bundesliga niemiecka w piłce siatkowej mężczyzn 2023/2024 − 50. sezon najwyższej siatkarskiej klasy rozgrywkowej w Niemczech (68. sezon mistrzostw Niemiec) zorganizowany przez stowarzyszenie Volleyball-Bundesliga we współpracy z Niemieckim Związkiem Piłki Siatkowej (Deutscher Volleyball-Verband, DVV). Zainaugurowany został 27 października 2023 roku i trwał do 28 kwietnia 2024 roku.
W Bundeslidze w sezonie 2023/2024 uczestniczyło 12 drużyn. Licencję na grę w Bundeslidze otrzymały cztery kluby, które w poprzednim sezonie grały w 2. Bundeslidze, tj.: VC Bitterfeld-Wolfen, Baden Volleys SSC Karlsruhe, FT 1844 Freiburg oraz ASV Dachau.
Rozgrywki składały się z fazy zasadniczej oraz fazy play-off wyłaniającej mistrza Niemiec. Faza play-off obejmowała ćwierćfinały, półfinały oraz finały.
Po raz czternasty, jednocześnie ósmy raz z rzędu, mistrzem Niemiec został Berlin Recycling Volleys, który w finałach fazy play-off pokonał VfB Friedrichshafen. Najlepszym zawodnikiem (MVP) sezonu został Michał Superlak.

## System rozgrywek
1. Bundesliga w sezonie 2023/2024 składała się z fazy zasadniczej oraz fazy play-off wyłaniającej mistrza Niemiec.
Faza zasadnicza

W fazie zasadniczej 12 drużyn rozegrało ze sobą po dwa spotkania systemem kołowym (mecz u siebie i rewanż na wyjeździe). Osiem najlepszych zespołów awansowało do fazy play-off. Pozostałe zakończyły udział w rozgrywkach.
Faza play-off

Faza play-off obejmowała ćwierćfinały, półfinały i finały.
Ćwierćfinały

Ćwierćfinałowe pary utworzone zostały na podstawie miejsc zajętych przez poszczególne zespoły w fazie zasadniczej według klucza:
- para 1: 1–8;
- para 2: 2–7;
- para 3: 3–6;
- para 4: 4–5.

Rywalizacja w parach toczyła się do dwóch zwycięstw ze zmianą gospodarza po każdym spotkaniu. Co do zasady gospodarzem pierwszego meczu w parze był zespół, który zajął wyższe miejsce w fazie zasadniczej, chyba że drużyny zdecydowały o innej kolejności.
Półfinały

Pary półfinałowe powstały według klucza:
- para 1: zwycięzca w ćwierćfinałowej parze 1 – zwycięzca w ćwierćfinałowej parze 4;
- para 1: zwycięzca w ćwierćfinałowej parze 2 – zwycięzca w ćwierćfinałowej parze 3.

Rywalizacja toczyła się do trzech zwycięstw ze zmianą gospodarza po każdym spotkaniu. Gospodarzem pierwszego meczu w parze był zespół, który zajął wyższe miejsce w fazie zasadniczej.
Finały
W finałach fazy play-off wyłaniających mistrza Niemiec uczestniczyli zwycięzcy w parach półfinałowych. Rywalizacja toczyła się do trzech zwycięstw ze zmianą gospodarza po każdym spotkaniu. Gospodarzem pierwszego meczu w parze był zespół, który zajął wyższe miejsce w fazie zasadniczej.

## Drużyny uczestniczące
1. Bundesliga w sezonie 2023/2024 została rozszerzona z 9 do 12 drużyn. Licencję na grę w najwyższej klasie rozgrywkowej otrzymały kluby: Baden Volleys SSC Karlsruhe, FT 1844 Freiburg, ASV Dachau oraz VC Bitterfeld-Wolfen.
Młodzieżowy zespół VCO Berlin, który w sezonie 2022/2023 występował w 1. Bundeslidze, w sezonie 2023/2024 grał w 2. Bundeslidze Nord.
| 1. Bundesliga 2023/2024 | 1. Bundesliga 2023/2024 | 1. Bundesliga 2023/2024 |                            |
| --- | ----------------------- | ----------------------- | -------------------------- |
| Berlin Recycling Volleys | 1                       | mistrzostwo             | Liga Mistrzów              |
| VfB Friedrichshafen | 2                       | finał                   |                            |
| SVG Lüneburg | 3                       | półfinał                | Liga Mistrzów • Puchar CEV |
| SWD powervolleys Düren | 4                       | półfinał                | Puchar CEV                 |
| Helios Grizzlys Giesen | 5                       | ćwierćfinał             | Puchar Challenge           |
| WWK Volleys Herrsching | 6                       | ćwierćfinał             |                            |
| Energiequelle Netzhoppers KW | 7                       | ćwierćfinał             |                            |
| TSV Haching München | 8                       | ćwierćfinał             |                            |
| Awans z 2. Bundesligi Nord |                         |                         |                            |
| VC Bitterfeld-Wolfen | 3                       | —                       |                            |
| Awans z 2. Bundesligi Süd |                         |                         |                            |
| Baden Volleys SSC Karlsruhe | 1                       | —                       |                            |
| FT 1844 Freiburg | 2                       | —                       |                            |
| ASV Dachau | 3                       | —                       |                            |
| Oznaczenia: - kolumna druga – miejsce zajęte przez daną drużynę w poprzednim sezonie w fazie zasadniczej lub w 2. Bundeslidze, - kolumna trzecia – osiągnięcie danej drużyny w fazie play-off. |                         |                         |                            |

## Hale sportowe
| Drużyna                      | Hala sportowa             | Miejscowość            | *     |
| ---------------------------- | ------------------------- | ---------------------- | ----- |
| ASV Dachau                   | Georg-Scherer-Halle       | Dachau                 | [ a ] |
| ASV Dachau                   | BallhausForum             | Unterschleißheim       | [ a ] |
| Baden Volleys SSC Karlsruhe  | Lina-Radke-Halle          | Karlsruhe              |       |
| Berlin Recycling Volleys     | Max-Schmeling-Halle       | Berlin                 |       |
| Energiequelle Netzhoppers KW | Paul-Dinter-Halle         | Königs Wusterhausen    | [ b ] |
| Energiequelle Netzhoppers KW | Landkost-Arena            | Bestensee              | [ b ] |
| Energiequelle Netzhoppers KW | MBS Arena                 | Poczdam                | [ b ] |
| FT 1844 Freiburg             | Act-Now-Halle             | Fryburg Bryzgowijski   | [ c ] |
| Helios Grizzlys Giesen       | Volksbank-Arena           | Hildesheim             | [ d ] |
| Helios Grizzlys Giesen       | Sport- und Mehrzweckhalle | Giesen                 | [ d ] |
| SVG Lüneburg                 | LKH Arena                 | Lüneburg               |       |
| SWD powervolleys Düren       | Arena Kreis Düren         | Düren                  |       |
| TSV Haching München          | Geothermie Arena          | Unterhaching           |       |
| VC Bitterfeld-Wolfen         | Bernsteinhalle            | Muldestausee           |       |
| VfB Friedrichshafen          | Spacetech Arena           | Friedrichshafen        |       |
| WWK Volleys Herrsching       | BMW Park                  | Monachium              | [ e ] |
| WWK Volleys Herrsching       | Nikolaushalle             | Herrsching am Ammersee | [ e ] |
| Źródło:                      |                           |                        |       |

## Trenerzy
| Drużyna                      | Trener                                                 | Asystent trenera            | *            |
| ---------------------------- | ------------------------------------------------------ | --------------------------- | ------------ |
| ASV Dachau                   | Patrick Steuerwald                                     | Martín Carinelli            | [ 14 ]       |
| Baden Volleys SSC Karlsruhe  | Antonio Bonelli                                        | Jörg Binder Joachim Greiner | [ 15 ]       |
| Berlin Recycling Volleys     | Joel Banks                                             | Markus Steuerwald           | [ 16 ]       |
| Energiequelle Netzhoppers KW | Alejandro Kolevich                                     | Christian Materne           | [ 17 ]       |
| FT 1844 Freiburg             | Jakob Schönhagen                                       | Wolfgang Beck               | [ 18 ]       |
| Helios Grizzlys Giesen       | Itamar Stein                                           | Maik Böske Stefan Urbanek   | [ 19 ]       |
| SVG Lüneburg                 | Stefan Hübner                                          | Bernd Schlesinger           | [ 20 ]       |
| SWD powervolleys Düren       | Björn-Arne Alber (p.o.) Tomáš Kocian-Falkenbach (p.o.) | Bryan Fountain              | [ 21 ] [ f ] |
| TSV Haching München          | Mircea Dudaș                                           | Stanislav Pochop            | [ 22 ]       |
| VC Bitterfeld-Wolfen         | Lukas Thielemann (p.o.)                                | —                           | [ 23 ]       |
| VfB Friedrichshafen          | Mark Lebedew                                           | Constant Tchouassi          | [ 24 ]       |
| WWK Volleys Herrsching       | Thomas Ranner                                          | Sven Lehmann                | [ 25 ]       |

### Zmiany trenerów
| Klub                         | Były trener             | Data odejścia | Nowy trener                                            | Data przyjścia | *            |
| ---------------------------- | ----------------------- | ------------- | ------------------------------------------------------ | -------------- | ------------ |
| Przed sezonem                |                         |               |                                                        |                |              |
| Berlin Recycling Volleys     | Cédric Énard            |               | Joel Banks                                             |                | [ 26 ]       |
| Energiequelle Netzhoppers KW | Tomasz Wasilkowski      |               | Alejandro Kolevich                                     |                | [ 27 ]       |
| SWD powervolleys Düren       | Björn-Arne Alber (p.o.) |               | Matti Alatalo                                          |                | [ 28 ] [ g ] |
| TSV Haching München          | Bogdan Tănase           |               | Mircea Dudaș                                           |                | [ 29 ]       |
| VC Bitterfeld-Wolfen         | Danilo Mirosavljević    |               | Alessandro Lodi                                        |                | [ 30 ]       |
| W trakcie sezonu             |                         |               |                                                        |                |              |
| SWD powervolleys Düren       | Matti Alatalo           | 25.12.2023    | Björn-Arne Alber (p.o.) Tomáš Kocian-Falkenbach (p.o.) | —              | [ 31 ] [ f ] |
| VC Bitterfeld-Wolfen         | Alessandro Lodi         | 15.01.2024    | Lukas Thielemann (p.o.)                                | —              | [ 32 ] [ h ] |

## Faza zasadnicza

### Tabela wyników
| Gospodarz \ Gość1            | BER | FRI | LÜN | DÜR | HER | GIE | NKW | HAC | KRL | FRB | DAC | BIT |
| ---------------------------- | --- | --- | --- | --- | --- | --- | --- | --- | --- | --- | --- | --- |
| Berlin Recycling Volleys     | -   | 3:0 | 3:2 | 3:1 | 3:0 | 3:1 | 3:1 | 3:0 | 3:0 | 3:0 | 3:0 | 3:0 |
| VfB Friedrichshafen          | 0:3 | -   | 3:2 | 3:0 | 3:0 | 3:1 | 3:0 | 3:0 | 3:0 | 3:0 | 3:0 | 3:0 |
| SVG Lüneburg                 | 2:3 | 3:2 | -   | 3:0 | 3:0 | 2:3 | 3:0 | 3:0 | 3:0 | 3:0 | 3:0 | 3:0 |
| SWD powervolleys Düren       | 0:3 | 1:3 | 2:3 | -   | 3:0 | 3:2 | 3:1 | 3:1 | 3:1 | 3:1 | 3:0 | 3:0 |
| WWK Volleys Herrsching       | 2:3 | 1:3 | 3:0 | 3:0 | -   | 1:3 | 3:0 | 3:0 | 3:0 | 3:1 | 3:2 | 3:1 |
| Helios Grizzlys Giesen       | 3:0 | 3:0 | 3:0 | 3:1 | 3:2 | -   | 3:0 | 3:0 | 3:0 | 3:0 | 3:0 | 3:1 |
| Energiequelle Netzhoppers KW | 0:3 | 0:3 | 0:3 | 0:3 | 0:3 | 1:3 | -   | 3:1 | 1:3 | 1:3 | 3:1 | 1:3 |
| TSV Haching München          | 0:3 | 1:3 | 0:3 | 0:3 | 1:3 | 0:3 | 3:1 | -   | 2:3 | 3:0 | 0:3 | 0:3 |
| Baden Volleys SSC Karlsruhe  | 0:3 | 1:3 | 0:3 | 2:3 | 1:3 | 1:3 | 3:2 | 3:2 | -   | 3:1 | 1:3 | 2:3 |
| FT 1844 Freiburg             | 1:3 | 0:3 | 0:3 | 0:3 | 0:3 | 0:3 | 3:1 | 3:1 | 0:3 | -   | 0:3 | 1:3 |
| ASV Dachau                   | 3:2 | 1:3 | 0:3 | 0:3 | 1:3 | 0:3 | 2:3 | 3:0 | 1:3 | 0:3 | -   | 2:3 |
| VC Bitterfeld-Wolfen         | 0:3 | 1:3 | 0:3 | 0:3 | 0:3 | 1:3 | 3:0 | 3:1 | 3:2 | 3:0 | 3:0 | -   |

Źródło: 
1 Drużyna gospodarzy jest wymieniona po lewej stronie tabeli.
Kolory:
  zwycięstwo gospodarzy 3:0 lub 3:1
  zwycięstwo gospodarzy 3:2
  zwycięstwo gości 3:0 lub 3:1
  zwycięstwo gości 3:2

### Terminarz i wyniki spotkań
| Data                                                            | Godz. | Gospodarz                    | Rezultat                                | Gość                         | Widzów | MVP                 |
| --------------------------------------------------------------- | ----- | ---------------------------- | --------------------------------------- | ---------------------------- | ------ | ------------------- |
| 1. KOLEJKA                                                      |       |                              |                                         |                              |        |                     |
| 29.10.2023                                                      | 15:00 | SWD powervolleys Düren       | 3:1 (25:15, 25:16, 23:25, 25:21)        | TSV Haching München          | 2100   | Marcin Ernastowicz  |
| 27.10.2023                                                      | 19:00 | SVG Lüneburg                 | 3:0 (25:17, 25:19, 25:15)               | Energiequelle Netzhoppers KW | 2678   | Erik Röhrs          |
| 28.10.2023                                                      | 20:00 | Baden Volleys SSC Karlsruhe  | 1:3 (15:25, 25:23, 22:25, 21:25)        | WWK Volleys Herrsching       | 1500   | Leonard Graven      |
| 28.10.2023                                                      | 18:30 | FT 1844 Freiburg             | 0:3 (18:25, 18:25, 20:25)               | VfB Friedrichshafen          | 1400   | Yannick Harms       |
| 28.10.2023                                                      | 17:00 | ASV Dachau                   | 2:3 (25:16, 25:23, 18:25, 19:25, 12:15) | VC Bitterfeld-Wolfen         | 450    | Logan House         |
| 27.10.2023                                                      | 20:00 | Berlin Recycling Volleys     | 3:1 (21:25, 25:20, 25:17, 29:27)        | Helios Grizzlys Giesen       | 6513   | Nehemiah Mote       |
| 2. KOLEJKA                                                      |       |                              |                                         |                              |        |                     |
| 31.10.2023                                                      | 19:00 | VC Bitterfeld-Wolfen         | 3:0 (25:22, 25:18, 25:22)               | FT 1844 Freiburg             | 354    | Julian Hoyer        |
| 1.11.2023                                                       | 18:30 | VfB Friedrichshafen          | 3:0 (25:21, 25:23, 25:20)               | Baden Volleys SSC Karlsruhe  | 1000   | Michał Superlak     |
| 1.11.2023                                                       | 20:00 | WWK Volleys Herrsching       | 3:0 (25:23, 25:22, 25:22)               | SVG Lüneburg                 | 1500   | Xander Ketrzynski   |
| 31.10.2023                                                      | 20:00 | Energiequelle Netzhoppers KW | 0:3 (10:25, 20:25, 15:25)               | Berlin Recycling Volleys     | 918    | Timo Tammemaa       |
| 2.11.2023                                                       | 19:00 | SWD powervolleys Düren       | 3:2 (25:22, 20:25, 25:22, 18:25, 16:14) | Helios Grizzlys Giesen       | 800    | Marcin Ernastowicz  |
| 1.11.2023                                                       | 17:00 | TSV Haching München          | 0:3 (20:25, 14:25, 21:25)               | ASV Dachau                   | 1500   | Simon Gallas        |
| 3. KOLEJKA                                                      |       |                              |                                         |                              |        |                     |
| 9.11.2023                                                       | 20:00 | SWD powervolleys Düren       | 3:0 (25:18, 25:15, 25:17)               | ASV Dachau                   | 1255   | Robin Baghdady      |
| 8.11.2023                                                       | 19:00 | SVG Lüneburg                 | 3:2 (25:22, 22:25, 31:33, 25:17, 19:17) | VfB Friedrichshafen          | 2584   | Erik Röhrs          |
| 7.11.2023                                                       | 20:00 | Baden Volleys SSC Karlsruhe  | 2:3 (23:25, 25:19, 27:25, 22:25, 12:15) | VC Bitterfeld-Wolfen         | 713    | Alexander Benz      |
| 7.11.2023                                                       | 19:00 | FT 1844 Freiburg             | 3:1 (25:19, 25:17, 16:25, 25:21)        | TSV Haching München          | 1020   | Fabian Hosch        |
| 9.11.2023                                                       | 19:00 | Helios Grizzlys Giesen       | 3:0 (25:14, 25:18, 26:24)               | Energiequelle Netzhoppers KW | 1023   | Ilija Goldrin       |
| 6.11.2023                                                       | 20:00 | WWK Volleys Herrsching       | 2:3 (19:25, 25:22, 16:25, 25:17, 12:15) | Berlin Recycling Volleys     | 1200   | Filip John          |
| 4. KOLEJKA                                                      |       |                              |                                         |                              |        |                     |
| 12.11.2023                                                      | 15:00 | VC Bitterfeld-Wolfen         | 0:3 (15:25, 26:28, 19:25)               | SVG Lüneburg                 | 400    | Maxwell Elgert      |
| 10.11.2023                                                      | 20:00 | VfB Friedrichshafen          | 0:3 (21:25, 19:25, 20:25)               | Berlin Recycling Volleys     | 1000   | Johannes Tille      |
| 11.11.2023                                                      | 18:30 | Helios Grizzlys Giesen       | 3:2 (25:23, 23:25, 25:23, 21:25, 15:2)  | WWK Volleys Herrsching       | 1422   | Michiel Ahyi        |
| 11.11.2023                                                      | 17:00 | Energiequelle Netzhoppers KW | 0:3 (15:25, 17:25, 20:25)               | SWD powervolleys Düren       | 443    | Luuc van der Ent    |
| 11.11.2023                                                      | 20:00 | ASV Dachau                   | 0:3 (25:27, 21:25, 18:25)               | FT 1844 Freiburg             | 300    | Yannick Harms       |
| 12.11.2023                                                      | 17:30 | TSV Haching München          | 2:3 (25:18, 22:25, 17:25, 25:23, 16:18) | Baden Volleys SSC Karlsruhe  | 250    | Alexander Benz      |
| 5. KOLEJKA                                                      |       |                              |                                         |                              |        |                     |
| 14.11.2023                                                      | 19:00 | SWD powervolleys Düren       | 3:1 (22:25, 25:11, 25:18, 25:12)        | FT 1844 Freiburg             | 600    | Sebastián Gevert    |
| 15.11.2023                                                      | 19:00 | SVG Lüneburg                 | 3:0 (25:20, 25:16, 25:15)               | TSV Haching München          | 1606   | Theo Mohwinkel      |
| 16.11.2023                                                      | 20:00 | Baden Volleys SSC Karlsruhe  | 1:3 (24:26, 25:15, 22:25, 20:25)        | ASV Dachau                   | 655    | Luca Russelmann     |
| 14.11.2023                                                      | 20:00 | Energiequelle Netzhoppers KW | 0:3 (20:25, 18:25, 24:26)               | WWK Volleys Herrsching       | 358    | Filip John          |
| 15.11.2023                                                      | 19:30 | Helios Grizzlys Giesen       | 3:0 (25:16, 25:16, 25:19)               | VfB Friedrichshafen          | 1316   | Michiel Ahyi        |
| 15.11.2023                                                      | 20:00 | Berlin Recycling Volleys     | 3:0 (25:12, 25:22, 25:13)               | VC Bitterfeld-Wolfen         | 3571   | Timothée Carle      |
| 6. KOLEJKA                                                      |       |                              |                                         |                              |        |                     |
| 25.11.2023                                                      | 17:00 | Helios Grizzlys Giesen       | 3:1 (25:9, 25:16, 26:28, 25:22)         | VC Bitterfeld-Wolfen         | 1150   | Ilija Goldrin       |
| 23.11.2023                                                      | 20:00 | VfB Friedrichshafen          | 3:0 (25:18, 25:15, 25:18)               | Energiequelle Netzhoppers KW | 843    | José Israel Masso   |
| 26.11.2023                                                      | 16:00 | WWK Volleys Herrsching       | 3:0 (26:24, 25:18, 26:24)               | SWD powervolleys Düren       | 900    | Daniel Gruvaeus     |
| 25.11.2023                                                      | 20:00 | FT 1844 Freiburg             | 0:3 (20:25, 16:25, 17:25)               | Baden Volleys SSC Karlsruhe  | 1499   | Tobias Hosch        |
| 25.11.2023                                                      | 18:30 | ASV Dachau                   | 0:3 (19:25, 13:25, 11:25)               | SVG Lüneburg                 | 450    | Jesse Elser         |
| 26.11.2023                                                      | 17:30 | TSV Haching München          | 0:3 (25:27, 18:25, 18:25)               | Berlin Recycling Volleys     | 581    | Daniel Malescha     |
| 7. KOLEJKA                                                      |       |                              |                                         |                              |        |                     |
| 2.12.2023                                                       | 17:00 | SWD powervolleys Düren       | 3:1 (25:17, 25:19, 23:25, 25:19)        | Baden Volleys SSC Karlsruhe  | 800    | Robin Baghdady      |
| 3.12.2023                                                       | 17:30 | SVG Lüneburg                 | 3:0 (25:18, 25:15, 25:16)               | FT 1844 Freiburg             | 2342   | Theo Mohwinkel      |
| 3.12.2023                                                       | 15:00 | WWK Volleys Herrsching       | 1:3 (27:29, 20:25, 25:21, 16:25)        | VfB Friedrichshafen          | 1000   | Michał Superlak     |
| 1.12.2023                                                       | 20:00 | Energiequelle Netzhoppers KW | 1:3 (13:25, 17:25, 25:22, 23:25)        | VC Bitterfeld-Wolfen         | 512    | Eric Visgitis       |
| 2.12.2023                                                       | 20:00 | Helios Grizzlys Giesen       | 3:0 (25:10, 25:10, 25:19)               | TSV Haching München          | 420    | Fedor Ivanov        |
| 2.12.2023                                                       | 18:30 | Berlin Recycling Volleys     | 3:0 (25:19, 25:16, 25:22)               | ASV Dachau                   | 3317   | Cody Kessel         |
| 8. KOLEJKA                                                      |       |                              |                                         |                              |        |                     |
| 10.12.2023                                                      | 15:00 | VC Bitterfeld-Wolfen         | 0:3 (21:25, 17:25, 23:25)               | WWK Volleys Herrsching       | 300    | Eric Burggräf       |
| 8.12.2023                                                       | 20:00 | VfB Friedrichshafen          | 3:0 (25:20, 25:23, 25:17)               | SWD powervolleys Düren       | 987    | Michał Superlak     |
| 9.12.2023                                                       | 18:30 | Baden Volleys SSC Karlsruhe  | 0:3 (21:25, 16:25, 17:25)               | SVG Lüneburg                 | 720    | Hannes Gerken       |
| 9.12.2023                                                       | 20:00 | FT 1844 Freiburg             | 1:3 (15:25, 18:25, 25:22, 19:25)        | Berlin Recycling Volleys     | 1400   | Nehemiah Mote       |
| 9.12.2023                                                       | 17:00 | ASV Dachau                   | 0:3 (15:25, 20:25, 23:25)               | Helios Grizzlys Giesen       | 250    | Jori Mantha         |
| 10.12.2023                                                      | 17:30 | TSV Haching München          | 3:1 (27:25, 25:21, 21:25, 25:16)        | Energiequelle Netzhoppers KW | 500    | Florian Krenkel     |
| 9. KOLEJKA                                                      |       |                              |                                         |                              |        |                     |
| 17.12.2023                                                      | 15:00 | SWD powervolleys Düren       | 2:3 (20:25, 14:25, 25:22, 25:21, 18:20) | SVG Lüneburg                 | 1863   | Erik Röhrs          |
| 16.12.2023                                                      | 20:00 | VfB Friedrichshafen          | 3:0 (25:23, 25:14, 25:23)               | VC Bitterfeld-Wolfen         | 1000   | Tim Peter           |
| 15.12.2023                                                      | 20:00 | WWK Volleys Herrsching       | 3:0 (25:20, 26:24, 25:18)               | TSV Haching München          | 1032   | Filip John          |
| 16.12.2023                                                      | 17:00 | Energiequelle Netzhoppers KW | 3:1 (22:25, 25:19, 28:26, 25:13)        | ASV Dachau                   | 327    | Linus Engelmann     |
| 17.12.2023                                                      | 17:30 | Helios Grizzlys Giesen       | 3:0 (25:15, 25:11, 25:17)               | FT 1844 Freiburg             | 1074   | Hauke Wagner        |
| 17.12.2023                                                      | 16:30 | Berlin Recycling Volleys     | 3:0 (25:18, 25:16, 25:13)               | Baden Volleys SSC Karlsruhe  | 4017   | Daniel Malescha     |
| 10. KOLEJKA                                                     |       |                              |                                         |                              |        |                     |
| 27.12.2023                                                      | 19:00 | SWD powervolleys Düren       | 3:0 (25:16, 25:21, 25:19)               | VC Bitterfeld-Wolfen         | 2250   | Sebastián Gevert    |
| 23.12.2023                                                      | 19:30 | SVG Lüneburg                 | 2:3 (25:22, 25:21, 17:25, 21:25, 15:17) | Berlin Recycling Volleys     | 3200   | Xander Ketrzynski   |
| 23.12.2023                                                      | 18:45 | Baden Volleys SSC Karlsruhe  | 1:3 (21:25, 22:25, 26:24, 20:25)        | Helios Grizzlys Giesen       | 1144   | Ilija Goldrin       |
| 22.12.2023                                                      | 20:00 | FT 1844 Freiburg             | 3:1 (25:22, 25:20, 21:25, 25:21)        | Energiequelle Netzhoppers KW | 1500   | Jonathan Schönhagen |
| 23.12.2023                                                      | 20:15 | ASV Dachau                   | 1:3 (25:19, 21:25, 16:25, 22:25)        | WWK Volleys Herrsching       | 450    | Theo Timmermann     |
| 23.12.2023                                                      | 18:00 | TSV Haching München          | 1:3 (12:25, 17:25, 25:21, 22:25)        | VfB Friedrichshafen          | 614    | Simon Uhrenholt     |
| 11. KOLEJKA                                                     |       |                              |                                         |                              |        |                     |
| 30.12.2023                                                      | 17:00 | VC Bitterfeld-Wolfen         | 3:1 (25:21, 22:25, 25:20, 25:21)        | TSV Haching München          | 400    | Marco Frohberg      |
| 29.12.2023                                                      | 20:00 | VfB Friedrichshafen          | 3:0 (25:22, 25:20, 29:27)               | ASV Dachau                   | 1000   | Aleksa Batak        |
| 30.12.2023                                                      | 17:00 | WWK Volleys Herrsching       | 3:1 (21:25, 25:21, 25:16, 25:13)        | FT 1844 Freiburg             | 700    | Laurenz Welsch      |
| 8.02.2024                                                       | 19:00 | Energiequelle Netzhoppers KW | 1:3 (20:25, 25:23, 18:25, 24:26)        | Baden Volleys SSC Karlsruhe  | 409    | Philipp Schumann    |
| 30.12.2023                                                      | 18:30 | SVG Lüneburg                 | 2:3 (25:19, 20:25, 25:19, 23:25, 23:25) | Helios Grizzlys Giesen       | 3200   | Gage Worsley        |
| 30.12.2023                                                      | 20:00 | Berlin Recycling Volleys     | 3:1 (25:15, 25:19, 16:25, 25:22)        | SWD powervolleys Düren       | 5327   | Marek Šotola        |
| 12. KOLEJKA                                                     |       |                              |                                         |                              |        |                     |
| 4.01.2024                                                       | 19:00 | TSV Haching München          | 0:3 (17:25, 20:25, 21:25)               | SWD powervolleys Düren       | 400    | Dimitris Muchlias   |
| 3.01.2024                                                       | 19:00 | Energiequelle Netzhoppers KW | 0:3 (23:25, 27:29, 17:25)               | SVG Lüneburg                 | 574    | Matthew Knigge      |
| 3.01.2024                                                       | 20:00 | WWK Volleys Herrsching       | 3:0 (25:21, 25:16, 31:29)               | Baden Volleys SSC Karlsruhe  | 1000   | Eric Burggräf       |
| 2.01.2024                                                       | 20:00 | VfB Friedrichshafen          | 3:0 (25:17, 25:14, 25:18)               | FT 1844 Freiburg             | 1000   | Tim Peter           |
| 2.01.2024                                                       | 19:00 | VC Bitterfeld-Wolfen         | 3:0 (25:22, 25:20, 25:21)               | ASV Dachau                   | 300    | Julian Hoyer        |
| 24.01.2024                                                      | 19:00 | Helios Grizzlys Giesen       | 3:0 (29:27, 25:23, 25:23)               | Berlin Recycling Volleys     | 2523   | Jori Mantha         |
| 13. KOLEJKA                                                     |       |                              |                                         |                              |        |                     |
| 7.01.2024                                                       | 17:30 | FT 1844 Freiburg             | 1:3 (22:25, 25:21, 22:25, 17:25)        | VC Bitterfeld-Wolfen         | 1320   | Logan House         |
| 6.01.2024                                                       | 20:00 | Baden Volleys SSC Karlsruhe  | 1:3 (23:25, 25:22, 13:25, 20:25)        | VfB Friedrichshafen          | 1450   | Michał Superlak     |
| 6.01.2024                                                       | 17:00 | SVG Lüneburg                 | 3:0 (25:17, 25:20, 25:22)               | WWK Volleys Herrsching       | 3017   | Theo Mohwinkel      |
| 5.01.2024                                                       | 20:00 | Berlin Recycling Volleys     | 3:1 (25:14, 25:16, 20:25, 25:15)        | Energiequelle Netzhoppers KW | 4170   | Cody Kessel         |
| 6.01.2024                                                       | 18:30 | Helios Grizzlys Giesen       | 3:1 (23:25, 25:23, 39:37, 25:19)        | SWD powervolleys Düren       | 2103   | Noah Baxpöhler      |
| 7.01.2024                                                       | 18:00 | ASV Dachau                   | 3:0 (25:20, 25:20, 25:17)               | TSV Haching München          | 450    | Fabian Bergmoser    |
| 14. KOLEJKA                                                     |       |                              |                                         |                              |        |                     |
| 13.01.2024                                                      | 20:00 | ASV Dachau                   | 0:3 (14:25, 7:25, 24:26)                | SWD powervolleys Düren       | 130    | Marcin Ernastowicz  |
| 13.01.2024                                                      | 18:30 | VfB Friedrichshafen          | 3:2 (23:25, 25:22, 21:25, 25:21, 15:8)  | SVG Lüneburg                 | 1000   | Michał Superlak     |
| 2.03.2024                                                       | 19:00 | VC Bitterfeld-Wolfen         | 3:2 (21:25, 26:24, 26:24, 22:25, 15:13) | Baden Volleys SSC Karlsruhe  | 150    | Benedikt Gerken     |
| 14.01.2024                                                      | 17:30 | TSV Haching München          | 3:0 (30:28, 25:20, 25:18)               | FT 1844 Freiburg             | 350    | Florian Krenkel     |
| 13.01.2024                                                      | 17:00 | Energiequelle Netzhoppers KW | 1:3 (24:26, 25:19, 24:26, 21:25)        | Helios Grizzlys Giesen       | 585    | Hauke Wagner        |
| 13.01.2024                                                      | 18:00 | Berlin Recycling Volleys     | 3:0 (25:17, 25:18, 38:36)               | WWK Volleys Herrsching       | 4253   | Ruben Schott        |
| 15. KOLEJKA                                                     |       |                              |                                         |                              |        |                     |
| 20.01.2024                                                      | 20:00 | SVG Lüneburg                 | 3:0 (25:21, 25:22, 25:21)               | VC Bitterfeld-Wolfen         | 2560   | Yann Böhme          |
| 21.01.2024                                                      | 15:00 | Berlin Recycling Volleys     | 3:0 (25:21, 25:12, 25:18)               | VfB Friedrichshafen          | 5543   | Timothée Carle      |
| 9.02.2024                                                       | 20:00 | WWK Volleys Herrsching       | 1:3 (25:16, 23:25, 23:25, 20:25)        | Helios Grizzlys Giesen       | 1100   | Jori Mantha         |
| 21.01.2024                                                      | 17:30 | SWD powervolleys Düren       | 3:1 (25:18, 25:19, 22:25, 25:20)        | Energiequelle Netzhoppers KW | 1500   | Leo Bernsmann       |
| 19.01.2024                                                      | 20:00 | FT 1844 Freiburg             | 0:3 (18:25, 23:25, 22:25)               | ASV Dachau                   | 1450   | Marvin Primus       |
| 20.01.2024                                                      | 17:30 | Baden Volleys SSC Karlsruhe  | 3:2 (25:19, 24:26, 18:25, 27:25, 15:13) | TSV Haching München          | 1020   | Laurin Derr         |
| 16. KOLEJKA                                                     |       |                              |                                         |                              |        |                     |
| 27.01.2024                                                      | 20:00 | FT 1844 Freiburg             | 0:3 (22:25, 30:32, 17:25)               | SWD powervolleys Düren       | 1400   | Sebastián Gevert    |
| 28.01.2024                                                      | 17:30 | TSV Haching München          | 0:3 (17:25, 18:25, 16:25)               | SVG Lüneburg                 | 367    | Erik Röhrs          |
| 27.01.2024                                                      | 18:30 | ASV Dachau                   | 1:3 (25:22, 17:25, 15:25, 14:25)        | Baden Volleys SSC Karlsruhe  | 250    | Jannik Brentel      |
| 27.01.2024                                                      | 18:30 | WWK Volleys Herrsching       | 3:0 (27:25, 26:24, 25:16)               | Energiequelle Netzhoppers KW | 700    | Severin Brandt      |
| 27.01.2024                                                      | 17:00 | VfB Friedrichshafen          | 3:1 (25:19, 17:25, 25:22, 25:15)        | Helios Grizzlys Giesen       | 1000   | Michał Superlak     |
| 26.01.2024                                                      | 20:00 | VC Bitterfeld-Wolfen         | 0:3 (22:25, 17:25, 19:25)               | Berlin Recycling Volleys     | 400    | Leon Dervisaj       |
| 17. KOLEJKA                                                     |       |                              |                                         |                              |        |                     |
| 4.02.2024                                                       | 15:00 | VC Bitterfeld-Wolfen         | 1:3 (13:25, 22:25, 26:24, 20:25)        | Helios Grizzlys Giesen       | 400    | Michiel Ahyi        |
| 4.02.2024                                                       | 17:30 | Energiequelle Netzhoppers KW | 0:3 (25:27, 21:25, 20:25)               | VfB Friedrichshafen          | 458    | José Israel Masso   |
| 2.02.2024                                                       | 20:00 | SWD powervolleys Düren       | 3:0 (25:23, 26:24, 25:23)               | WWK Volleys Herrsching       | 2053   | Léo Meyer           |
| 3.02.2024                                                       | 20:00 | Baden Volleys SSC Karlsruhe  | 3:1 (25:18, 18:25, 25:21, 26:24)        | FT 1844 Freiburg             | 1432   | Jannik Brentel      |
| 3.02.2024                                                       | 18:30 | SVG Lüneburg                 | 3:0 (25:12, 25:19, 25:15)               | ASV Dachau                   | 2548   | Xander Ketrzynski   |
| 3.02.2024                                                       | 17:00 | Berlin Recycling Volleys     | 3:0 (25:15, 25:8, 25:11)                | TSV Haching München          | 3521   | Cody Kessel         |
| 18. KOLEJKA                                                     |       |                              |                                         |                              |        |                     |
| 10.02.2024                                                      | 17:00 | Baden Volleys SSC Karlsruhe  | 2:3 (29:27, 25:23, 22:25, 13:25, 10:15) | SWD powervolleys Düren       | 918    | Sebastián Gevert    |
| 10.02.2024                                                      | 18:30 | FT 1844 Freiburg             | 0:3 (20:25, 15:25, 18:25)               | SVG Lüneburg                 | 1350   | Erik Röhrs          |
| 11.02.2024                                                      | 16:30 | VfB Friedrichshafen          | 3:0 (29:27, 25:19, 26:24)               | WWK Volleys Herrsching       | 1000   | Tim Peter           |
| 11.02.2024                                                      | 15:00 | VC Bitterfeld-Wolfen         | 3:0 (25:13, 25:23, 25:22)               | Energiequelle Netzhoppers KW | 300    | Logan House         |
| 11.02.2024                                                      | 18:00 | TSV Haching München          | 0:3 (18:25, 17:25, 23:25)               | Helios Grizzlys Giesen       | 428    | Michiel Ahyi        |
| 10.02.2024                                                      | 20:00 | ASV Dachau                   | 3:2 (21:25, 25:21, 14:25, 25:22, 15:13) | Berlin Recycling Volleys     | 1200   | Simon Gallas        |
| 19. KOLEJKA                                                     |       |                              |                                         |                              |        |                     |
| 14.02.2024                                                      | 20:00 | WWK Volleys Herrsching       | 3:1 (19:25, 25:13, 25:20, 25:15)        | VC Bitterfeld-Wolfen         | 500    | Daniel Gruvaeus     |
| 13.02.2024                                                      | 20:00 | SWD powervolleys Düren       | 1:3 (18:25, 25:19, 19:25, 23:25)        | VfB Friedrichshafen          | 1557   | Tim Peter           |
| 13.02.2024                                                      | 19:00 | SVG Lüneburg                 | 3:0 (25:16, 25:21, 25:17)               | Baden Volleys SSC Karlsruhe  | 2103   | Joscha Kunstmann    |
| 14.02.2024                                                      | 19:00 | Berlin Recycling Volleys     | 3:0 (25:14, 25:18, 25:19)               | FT 1844 Freiburg             | 3120   | Sašo Štalekar       |
| 15.02.2024                                                      | 19:00 | Helios Grizzlys Giesen       | 3:0 (25:11, 25:17, 25:20)               | ASV Dachau                   | 1431   | Lorenz Karlitzek    |
| 15.02.2024                                                      | 20:00 | Energiequelle Netzhoppers KW | 3:1 (38:36, 25:22, 24:26, 25:19)        | TSV Haching München          | 395    | Djifa Amedegnato    |
| 20. KOLEJKA                                                     |       |                              |                                         |                              |        |                     |
| 16.02.2024                                                      | 20:00 | SVG Lüneburg                 | 3:0 (25:15, 25:18, 25:17)               | SWD powervolleys Düren       | 3200   | Maxwell Elgert      |
| 17.02.2024                                                      | 18:30 | VC Bitterfeld-Wolfen         | 1:3 (22:25, 25:22, 12:25, 21:25)        | VfB Friedrichshafen          | 230    | Michał Superlak     |
| 18.02.2024                                                      | 17:30 | TSV Haching München          | 1:3 (17:25, 19:25, 25:18, 23:25)        | WWK Volleys Herrsching       | 739    | Theo Timmermann     |
| 17.02.2024                                                      | 17:00 | ASV Dachau                   | 2:3 (25:13, 18:25, 17:25, 26:24, 15:17) | Energiequelle Netzhoppers KW | 300    | Jonas Lind          |
| 18.02.2024                                                      | 15:00 | FT 1844 Freiburg             | 0:3 (21:25, 21:25, 18:25)               | Helios Grizzlys Giesen       | 1300   | Lorenz Karlitzek    |
| 17.02.2024                                                      | 20:00 | Baden Volleys SSC Karlsruhe  | 0:3 (15:25, 14:25, 21:25)               | Berlin Recycling Volleys     | 1500   | Johannes Tille      |
| 21. KOLEJKA                                                     |       |                              |                                         |                              |        |                     |
| 25.02.2024                                                      | 15:00 | VC Bitterfeld-Wolfen         | 0:3 (20:25, 21:25, 27:29)               | SWD powervolleys Düren       | 300    | Petr Špulák         |
| 24.02.2024                                                      | 20:00 | Berlin Recycling Volleys     | 3:2 (25:16, 25:20, 20:25, 21:25, 15:9)  | SVG Lüneburg                 | 5158   | Timothée Carle      |
| 24.02.2024                                                      | 20:00 | Helios Grizzlys Giesen       | 3:0 (25:23, 25:13, 25:23)               | Baden Volleys SSC Karlsruhe  | 1780   | Jori Mantha         |
| 24.02.2024                                                      | 17:00 | Energiequelle Netzhoppers KW | 1:3 (19:25, 25:14, 16:25, 21:25)        | FT 1844 Freiburg             | 708    | Anton Jung          |
| 23.02.2024                                                      | 20:00 | WWK Volleys Herrsching       | 3:2 (24:26, 23:25, 27:25, 25:15, 15:10) | ASV Dachau                   | 1700   | Tobias Besenböck    |
| 24.02.2024                                                      | 18:30 | VfB Friedrichshafen          | 3:0 (25:20, 25:21, 25:13)               | TSV Haching München          | 1000   | Simon Uhrenholt     |
| 22. KOLEJKA                                                     |       |                              |                                         |                              |        |                     |
| 9.03.2024                                                       | 19:00 | TSV Haching München          | 0:3 (21:25, 23:25, 18:25)               | VC Bitterfeld-Wolfen         | 150    | Benedikt Gerken     |
| 9.03.2024                                                       | 19:00 | ASV Dachau                   | 1:3 (25:18, 18:25, 16:25, 12:25)        | VfB Friedrichshafen          | 400    | José Israel Masso   |
| 9.03.2024                                                       | 19:00 | FT 1844 Freiburg             | 0:3 (13:25, 21:25, 21:25)               | WWK Volleys Herrsching       | 1555   | Daniel Gruvaeus     |
| 9.03.2024                                                       | 19:00 | Baden Volleys SSC Karlsruhe  | 3:2 (23:25, 25:17, 24:26, 27:25, 15:8)  | Energiequelle Netzhoppers KW | 1256   | Laurin Derr         |
| 8.03.2024                                                       | 20:00 | Helios Grizzlys Giesen       | 3:0 (27:25, 25:21, 25:18)               | SVG Lüneburg                 | 2788   | Niklas Breilin      |
| 9.03.2024                                                       | 19:00 | SWD powervolleys Düren       | 0:3 (20:25, 23:25, 23:25)               | Berlin Recycling Volleys     | 2200   | Tobias Krick        |
| Wszystkie godziny według czasu lokalnego (UTC+1/UTC+2). Źródło: |       |                              |                                         |                              |        |                     |

### Tabela
| Lp.                    | Drużyna                      | Pkt  | Mecze | Mecze | Mecze | Rodzaj wyniku | Rodzaj wyniku | Rodzaj wyniku | Rodzaj wyniku | Rodzaj wyniku | Rodzaj wyniku | Sety | Sety | Sety  | Małe punkty | Małe punkty | Małe punkty |
| Lp.                    | Drużyna                      | Pkt  | M     | W     | P     | 3:0           | 3:1           | 3:2           | 2:3           | 1:3           | 0:3           | wyg. | prz. | stos. | zdob.       | str.        | stos.       |
| ---------------------- | ---------------------------- | ---- | ----- | ----- | ----- | ------------- | ------------- | ------------- | ------------- | ------------- | ------------- | ---- | ---- | ----- | ----------- | ----------- | ----------- |
| 1                      | Berlin Recycling Volleys     | 58   | 22    | 20    | 2     | 13            | 4             | 3             | 1             | 0             | 1             | 62   | 16   | 3.88  | 1872        | 1489        | 1.26        |
| 2                      | Helios Grizzlys Giesen       | 56   | 22    | 19    | 3     | 11            | 6             | 2             | 1             | 2             | 0             | 61   | 19   | 3.21  | 1930        | 1653        | 1.17        |
| 3                      | VfB Friedrichshafen          | 54   | 22    | 18    | 4     | 10            | 7             | 1             | 1             | 0             | 3             | 56   | 21   | 2.67  | 1815        | 1609        | 1.13        |
| 4                      | SVG Lüneburg                 | 50   | 22    | 16    | 6     | 14            | 0             | 2             | 4             | 0             | 2             | 56   | 22   | 2.55  | 1838        | 1558        | 1.18        |
| 5                      | WWK Volleys Herrsching       | 43   | 22    | 14    | 8     | 8             | 5             | 1             | 2             | 2             | 4             | 48   | 31   | 1.55  | 1846        | 1727        | 1.07        |
| 6                      | SWD powervolleys Düren       | 41   | 22    | 14    | 8     | 8             | 4             | 2             | 1             | 3             | 4             | 47   | 32   | 1.47  | 1836        | 1692        | 1.09        |
| 7                      | VC Bitterfeld-Wolfen         | 27   | 22    | 10    | 12    | 4             | 3             | 3             | 0             | 4             | 8             | 34   | 45   | 0.76  | 1696        | 1813        | 0.94        |
| 8                      | Baden Volleys SSC Karlsruhe  | 21   | 22    | 7     | 15    | 1             | 3             | 3             | 3             | 5             | 7             | 32   | 54   | 0.59  | 1834        | 1961        | 0.94        |
| 9                      | ASV Dachau                   | 17   | 22    | 5     | 17    | 3             | 1             | 1             | 3             | 4             | 10            | 25   | 54   | 0.46  | 1569        | 1835        | 0.86        |
| 10                     | FT 1844 Freiburg             | 12   | 22    | 4     | 18    | 1             | 3             | 0             | 0             | 5             | 13            | 17   | 57   | 0.3   | 1474        | 1782        | 0.83        |
| 11                     | TSV Haching München          | 8    | 22    | 2     | 20    | 1             | 1             | 0             | 2             | 6             | 12            | 16   | 61   | 0.26  | 1542        | 1861        | 0.83        |
| 12                     | Energiequelle Netzhoppers KW | 3(1) | 22    | 3     | 19    | 0             | 2             | 1             | 1             | 8             | 10            | 19   | 61   | 0.31  | 1657        | 1929        | 0.86        |
| Legenda: faza play-off |                              |      |       |       |       |               |               |               |               |               |               |      |      |       |             |             |             |

Źródło: 
Punktacja: 3:0 i 3:1 – 3 pkt; 3:2 – 2 pkt; 2:3 – 1 pkt; 1:3 i 0:3 – 0 pkt
Zasady ustalania kolejności: 1. liczba punktów; 2. liczba zwycięstw; 3. stosunek setów; 4. stosunek małych punktów; 5. bilans w bezpośrednich meczach
Uwagi: (1) Energiequelle Netzhoppers KW ukarany został odjęciem sześciu punktów za naruszenie przepisów licencyjnych w sezonie 2022/2023.

## Faza play-off
Wszystkie godziny według czasu lokalnego (UTC+1/UTC+2).

### Drabinka
|  |              |                             |              |                     |              |   |   |                          |           |           |           |           |           |           |  |  |        |        |        |        |        |        |        |
|  | Ćwierćfinały | Ćwierćfinały                | Ćwierćfinały | Ćwierćfinały        | Ćwierćfinały |   |   | Półfinały                | Półfinały | Półfinały | Półfinały | Półfinały | Półfinały | Półfinały |  |  | Finały | Finały | Finały | Finały | Finały | Finały | Finały |
|  | Ćwierćfinały | Ćwierćfinały                | Ćwierćfinały | Ćwierćfinały        | Ćwierćfinały |   |   | Półfinały                | Półfinały | Półfinały | Półfinały | Półfinały | Półfinały | Półfinały |  |  | Finały | Finały | Finały | Finały | Finały | Finały | Finały |
|  |              |                             |              |                     |              |   |   |                          |           |           |           |           |           |           |  |  |        |        |        |        |        |        |        |
|  |              |                             |              |                     |              |   |   |                          |           |           |           |           |           |           |  |  |        |        |        |        |        |        |        |
|  | 1            | Berlin Recycling Volleys    | 3            | 3                   |              |   |   |                          |           |           |           |           |           |           |  |  |        |        |        |        |        |        |        |
|  | 1            | Berlin Recycling Volleys    | 3            | 3                   |              |   |   |                          |           |           |           |           |           |           |  |  |        |        |        |        |        |        |        |
|  | 8            | Baden Volleys SSC Karlsruhe | 0            | 0                   |              |   |   |                          |           |           |           |           |           |           |  |  |        |        |        |        |        |        |        |
|  | 8            | Baden Volleys SSC Karlsruhe | 0            | 0                   |              |   | 1 | Berlin Recycling Volleys | 3         | 3         | 3         |           |           |           |  |  |        |        |        |        |        |        |        |
|  |              |                             |              |                     |              |   | 1 | Berlin Recycling Volleys | 3         | 3         | 3         |           |           |           |  |  |        |        |        |        |        |        |        |
|  |              |                             | 4            | SVG Lüneburg        | 1            | 1 | 1 |                          |           |           |           |           |           |           |  |  |        |        |        |        |        |        |        |
|  | 4            | SVG Lüneburgs               | 4            | SVG Lüneburg        | 1            | 1 | 1 | 3                        | 3         |           |           |           |           |           |  |  |        |        |        |        |        |        |        |
|  | 4            | SVG Lüneburgs               |              |                     |              |   |   |                          |           |           |           |           |           |           |  |  |        |        |        |        |        |        |        |
|  | 5            | WWK Volleys Herrsching      | 1            | 1                   |              |   |   |                          |           |           |           |           |           |           |  |  |        |        |        |        |        |        |        |
|  | 5            | WWK Volleys Herrsching      | 1            | 1                   |              |   | 1 | Berlin Recycling Volleys | 2         | 1         | 3         | 3         | 3         |           |  |  |        |        |        |        |        |        |        |
|  |              |                             |              |                     |              |   |   |                          |           |           |           |           |           |           |  |  |        |        |        |        |        |        |        |
|  |              |                             | 3            | VfB Friedrichshafen | 3            | 3 | 1 | 2                        | 0         |           |           |           |           |           |  |  |        |        |        |        |        |        |        |
|  | 2            | Helios Grizzlys Giesen      | 3            | VfB Friedrichshafen | 3            | 3 | 1 | 2                        | 0         | 3         | 3         |           |           |           |  |  |        |        |        |        |        |        |        |
|  | 2            | Helios Grizzlys Giesen      |              |                     |              |   |   |                          |           |           |           |           |           |           |  |  |        |        |        |        |        |        |        |
|  | 7            | VC Bitterfeld-Wolfen        | 0            | 0                   |              |   |   |                          |           |           |           |           |           |           |  |  |        |        |        |        |        |        |        |
|  | 7            | VC Bitterfeld-Wolfen        | 0            | 0                   |              |   | 2 | Helios Grizzlys Giesen   | 3         | 0         | 3         | 0         | 1         |           |  |  |        |        |        |        |        |        |        |
|  |              |                             |              |                     |              |   | 2 | Helios Grizzlys Giesen   | 3         | 0         | 3         | 0         | 1         |           |  |  |        |        |        |        |        |        |        |
|  |              |                             | 3            | VfB Friedrichshafen | 2            | 3 | 0 | 3                        | 3         |           |           |           |           |           |  |  |        |        |        |        |        |        |        |
|  | 3            | VfB Friedrichshafen         | 3            | VfB Friedrichshafen | 2            | 3 | 0 | 3                        | 3         | 3         | 3         |           |           |           |  |  |        |        |        |        |        |        |        |
|  | 3            | VfB Friedrichshafen         |              |                     |              |   |   |                          |           |           |           |           |           |           |  |  |        |        |        |        |        |        |        |
|  | 6            | SWD powervolleys Düren      | 1            | 0                   |              |   |   |                          |           |           |           |           |           |           |  |  |        |        |        |        |        |        |        |
|  | 6            | SWD powervolleys Düren      | 1            | 0                   |              |   |   |                          |           |           |           |           |           |           |  |  |        |        |        |        |        |        |        |

### Ćwierćfinały
Format: do dwóch zwycięstw
| Data                         | Godz.                        | Gospodarz                    | Rezultat                         | Gość                            | Widzów                          | MVP                             |
| ---------------------------- | ---------------------------- | ---------------------------- | -------------------------------- | ------------------------------- | ------------------------------- | ------------------------------- |
| Berlin Recycling Volleys (1) | Berlin Recycling Volleys (1) | Berlin Recycling Volleys (1) | 2 – 0                            | (8) Baden Volleys SSC Karlsruhe | (8) Baden Volleys SSC Karlsruhe | (8) Baden Volleys SSC Karlsruhe |
| 17.03.2024                   | 16:00                        | Berlin Recycling Volleys     | 3:0 (25:13, 25:17, 25:20)        | Baden Volleys SSC Karlsruhe     | 5068                            | Timothée Carle                  |
| 20.03.2024                   | 20:00                        | Baden Volleys SSC Karlsruhe  | 0:3 (21:25, 22:25, 22:25)        | Berlin Recycling Volleys        | 1132                            | Johannes Tille                  |
| SVG Lüneburgs (4)            | SVG Lüneburgs (4)            | SVG Lüneburgs (4)            | 2 – 0                            | (5) WWK Volleys Herrsching      | (5) WWK Volleys Herrsching      | (5) WWK Volleys Herrsching      |
| 16.03.2024                   | 19:00                        | WWK Volleys Herrsching       | 1:3 (21:25, 25:20, 20:25, 15:25) | SVG Lüneburg                    | 1000                            | Theo Mohwinkel                  |
| 23.03.2024                   | 18:00                        | SVG Lüneburg                 | 3:1 (28:26, 27:29, 25:21, 25:11) | WWK Volleys Herrsching          | 2860                            | Xander Ketrzynski               |
| Helios Grizzlys Giesen (2)   | Helios Grizzlys Giesen (2)   | Helios Grizzlys Giesen (2)   | 2 – 0                            | (7) VC Bitterfeld-Wolfen        | (7) VC Bitterfeld-Wolfen        | (7) VC Bitterfeld-Wolfen        |
| 16.03.2024                   | 19:30                        | VC Bitterfeld-Wolfen         | 0:3 (18:25, 14:25, 15:25)        | Helios Grizzlys Giesen          | 400                             | Michiel Ahyi                    |
| 22.03.2024                   | 19:30                        | Helios Grizzlys Giesen       | 3:0 (25:20, 25:14, 25:16)        | VC Bitterfeld-Wolfen            | 1951                            | Niklas Breilin                  |
| VfB Friedrichshafen (3)      | VfB Friedrichshafen (3)      | VfB Friedrichshafen (3)      | 2 – 0                            | (6) SWD powervolleys Düren      | (6) SWD powervolleys Düren      | (6) SWD powervolleys Düren      |
| 15.03.2024                   | 19:00                        | VfB Friedrichshafen          | 3:1 (25:23, 23:25, 25:22, 25:23) | SWD powervolleys Düren          | 1000                            | Simon Uhrenholt                 |
| 19.03.2024                   | 19:00                        | SWD powervolleys Düren       | 0:3 (24:26, 22:25, 18:25)        | VfB Friedrichshafen             | 1403                            | Jackson Young                   |

Źródło: 

### Półfinały
Format: do trzech zwycięstw
| Data                         | Godz.                        | Gospodarz                    | Rezultat                                | Gość                     | Widzów                  | MVP                     |
| ---------------------------- | ---------------------------- | ---------------------------- | --------------------------------------- | ------------------------ | ----------------------- | ----------------------- |
| Berlin Recycling Volleys (1) | Berlin Recycling Volleys (1) | Berlin Recycling Volleys (1) | 3 – 0                                   | (4) SVG Lüneburg         | (4) SVG Lüneburg        | (4) SVG Lüneburg        |
| 27.03.2024                   | 19:30                        | Berlin Recycling Volleys     | 3:1 (27:25, 25:27, 25:21, 25:21)        | SVG Lüneburg             | 5483                    | Timothée Carle          |
| 30.03.2024                   | 17:30                        | SVG Lüneburg                 | 1:3 (22:25, 17:25, 25:21, 29:31)        | Berlin Recycling Volleys | 3004                    | Marek Šotola            |
| 3.04.2024                    | 19:30                        | Berlin Recycling Volleys     | 3:1 (25:22, 17:25, 25:21, 25:17)        | SVG Lüneburg             | 5522                    | Marek Šotola            |
| Helios Grizzlys Giesen (2)   | Helios Grizzlys Giesen (2)   | Helios Grizzlys Giesen (2)   | 2 – 3                                   | (3) VfB Friedrichshafen  | (3) VfB Friedrichshafen | (3) VfB Friedrichshafen |
| 26.03.2024                   | 19:00                        | Helios Grizzlys Giesen       | 3:2 (25:22, 25:22, 19:25, 21:25, 19:17) | VfB Friedrichshafen      | 2011                    | Niklas Breilin          |
| 30.03.2024                   | 20:00                        | VfB Friedrichshafen          | 3:0 (25:23, 25:15, 25:17)               | Helios Grizzlys Giesen   | 1000                    | Tim Peter               |
| 3.04.2024                    | 19:00                        | Helios Grizzlys Giesen       | 3:0 (27:25, 25:18, 26:24)               | VfB Friedrichshafen      | 2589                    | Jori Mantha             |
| 6.04.2024                    | 19:00                        | VfB Friedrichshafen          | 3:0 (25:21, 27:25, 25:20)               | Helios Grizzlys Giesen   | 1000                    | Tim Peter               |
| 10.04.2024                   | 19:00                        | Helios Grizzlys Giesen       | 1:3 (25:19, 24:26, 22:25, 22:25)        | VfB Friedrichshafen      | 2764                    | Nikola Peković          |

Źródło: 

### Finały
Format: do trzech zwycięstw
| Data                         | Godz.                        | Gospodarz                    | Rezultat                                | Gość                     | Widzów                  | MVP                     |
| ---------------------------- | ---------------------------- | ---------------------------- | --------------------------------------- | ------------------------ | ----------------------- | ----------------------- |
| Berlin Recycling Volleys (1) | Berlin Recycling Volleys (1) | Berlin Recycling Volleys (1) | 3 – 2                                   | (3) VfB Friedrichshafen  | (3) VfB Friedrichshafen | (3) VfB Friedrichshafen |
| 15.04.2024                   | 19:30                        | Berlin Recycling Volleys     | 2:3 (22:25, 25:18, 25:21, 20:25, 11:15) | VfB Friedrichshafen      | 6541                    | Michał Superlak         |
| 17.04.2024                   | 19:00                        | VfB Friedrichshafen          | 3:1 (19:25, 30:28, 25:15, 25:16)        | Berlin Recycling Volleys | 1000                    | Tim Peter               |
| 20.04.2024                   | 18:00                        | Berlin Recycling Volleys     | 3:1 (24:26, 25:19, 25:22, 25:15)        | VfB Friedrichshafen      | 8553                    | Tobias Krick            |
| 23.04.2024                   | 19:00                        | VfB Friedrichshafen          | 2:3 (25:23, 15:25, 25:23, 19:25, 13:15) | Berlin Recycling Volleys | 1000                    | Nehemiah Mote           |
| 28.04.2024                   | 16:00                        | Berlin Recycling Volleys     | 3:0 (25:16, 25:16, 25:17)               | VfB Friedrichshafen      | 8553                    | Timothée Carle          |

Źródło: 

### Klasyfikacja fazy play-off
| Lp.     | Drużyna                     |
| ------- | --------------------------- |
| 1.      | Berlin Recycling Volleys    |
| 2.      | VfB Friedrichshafen         |
| 3.      | Helios Grizzlys Giesen      |
| 3.      | SVG Lüneburg                |
| 5.      | WWK Volleys Herrsching      |
| 5.      | SWD powervolleys Düren      |
| 5.      | VC Bitterfeld-Wolfen        |
| 5.      | Baden Volleys SSC Karlsruhe |
| Źródło: |                             |

## Statystyki

### Najlepsi zawodnicy meczów
| Liczba MVP | Zawodnik           |
| ---------- | ------------------ |
| 8          | Michał Superlak    |
| 7          | Tim Peter          |
| 6          | Timothée Carle     |
| 5          | Michiel Ahyi       |
| 5          | Jori Mantha        |
| 5          | Erik Röhrs         |
| 4          | Sebastián Gevert   |
| 4          | Xander Ketrzynski  |
| 4          | Theo Mohwinkel     |
| 3          | Niklas Breilin     |
| 3          | Marcin Ernastowicz |
| 3          | Ilija Goldrin      |
| 3          | Daniel Gruvaeus    |
| 3          | Logan House        |
| 3          | Filip John         |
| 3          | Cody Kessel        |
| 3          | José Israel Masso  |
| 3          | Nehemiah Mote      |
| 3          | Marek Šotola       |
| 3          | Johannes Tille     |
| 3          | Simon Uhrenholt    |
| 2          | Robin Baghdady     |
| 2          | Alexander Benz     |
| 2          | Jannik Brentel     |
| 2          | Eric Burggräf      |
| 2          | Laurin Derr        |
| 2          | Maxwell Elgert     |
| 2          | Simon Gallas       |
| 2          | Benedikt Gerken    |
| 2          | Yannick Harms      |
| 2          | Julian Hoyer       |
| 2          | Lorenz Karlitzek   |
| 2          | Florian Krenkel    |
| 2          | Tobias Krick       |
| 2          | Daniel Malescha    |
| 2          | Theo Timmermann    |
| 2          | Hauke Wagner       |

| Liczba MVP | Zawodnik            |
| ---------- | ------------------- |
| 1          | Djifa Amedegnato    |
| 1          | Aleksa Batak        |
| 1          | Noah Baxpöhler      |
| 1          | Fabian Bergmoser    |
| 1          | Leo Bernsmann       |
| 1          | Tobias Besenböck    |
| 1          | Yann Böhme          |
| 1          | Severin Brandt      |
| 1          | Leon Dervisaj       |
| 1          | Jesse Elser         |
| 1          | Linus Engelmann     |
| 1          | Marco Frohberg      |
| 1          | Hannes Gerken       |
| 1          | Leonard Graven      |
| 1          | Fabian Hosch        |
| 1          | Tobias Hosch        |
| 1          | Fedor Ivanov        |
| 1          | Anton Jung          |
| 1          | Matthew Knigge      |
| 1          | Joscha Kunstmann    |
| 1          | Jonas Lind          |
| 1          | Léo Meyer           |
| 1          | Dimitris Muchlias   |
| 1          | Nikola Peković      |
| 1          | Marvin Primus       |
| 1          | Luca Russelmann     |
| 1          | Jonathan Schönhagen |
| 1          | Ruben Schott        |
| 1          | Philipp Schumann    |
| 1          | Petr Špulák         |
| 1          | Sašo Štalekar       |
| 1          | Timo Tammemaa       |
| 1          | Luuc van der Ent    |
| 1          | Eric Visgitis       |
| 1          | Laurenz Welsch      |
| 1          | Gage Worsley        |
| 1          | Jackson Young       |

Źródło: 